# Drapelul Speranței (Ucraina)

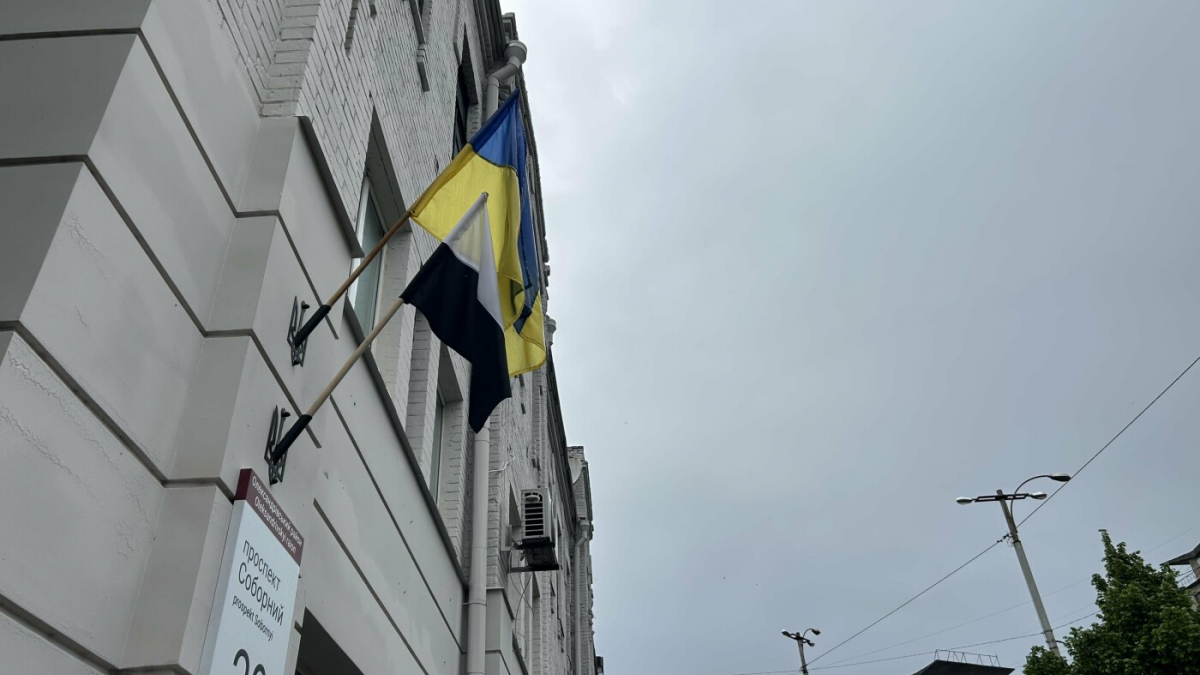
Primul Drapel al Speranței este ridicat. Zaporijjea, Ucraina, 8 mai 2025

Drapelul Speranței (în ucraineană Прапор Надії, transliterat: Prapor Nadii) este un simbol neoficial, lansat în Ucraina în anul 2025, pentru a-i comemora pe prizonierii de război ucraineni și persoanele dispărute în timpul Războiului Ruso-Ucrainean, care este în desfășurare din anul 2014. 
Este alcătuit din două dungi orizontale colorate: albă (sus) și neagră (jos), dispuse într-un mod asemănător ca în drapelul Ucrainei.

## Simbolistică
- Dunga albă — întruchipează speranța eliberării, a libertății și a întoarcerii poporului ucrainean
- Dunga neagră — simbolizează suferința, moartea și durerea trăite în captivitate.

Drapelul este plasat sub drapelul național al Ucrainei, rămânând pe catarg până la liberarea ultimului prizonier de război al conflictului ruso-ucrainean.

## Istoria drapelului
Ideea creării acestui drapel îi aparține lui Serhii Volînski, comandantul Brigăzii 36 Separate de Marină a Forțelor Navale Ucrainene, participant la apărarea orașului Mariupol și fost prizonier de război.
Pe 23 august 2024, el înaintat o petiție președintelui Ucrainei, solicitând sprijinirea inițiativei de creare a unui simbol nou — Drapelul Speranței, pentru a-i comemora pe prizonierii de război. Această petiție a strâns 25.000 de semnături în mai puțin de patru zile. 
Primul drapel a fost arborat solemn pe 8 mai 2025 la centrul „Veteran PRO” din Zaporijjea.